# Isabel Morf
Isabel Morf (* 24. Juni 1957 in Somvix im Kanton Graubünden) ist eine Schweizer Autorin von Kriminalromanen.

## Leben
Isabel Morf wurde 1957 im Kanton Graubünden geboren und ist im Glarnerland aufgewachsen. Nach einem Germanistikstudium arbeitete sie als freie Journalistin für Zeitungen, Zeitschriften und Sachbuchverlage. Dazu kamen literarische Veröffentlichungen in Literaturzeitschriften.
Das Krimidebüt Schrottreif war 2009 für den Zürcher Krimipreis nominiert. Bis 2019 folgten weitere fünf Kriminalromane im Gmeiner-Verlag Messkirch.
Isabel Morf lebt und schreibt in Zürich und an der Ostküste von Schottland.
Sie ist Mitglied im Krimi Schweiz – Verein für schweizerische Kriminalliteratur.

## Werke
- Frauen im kulturellen Leben in der Schweiz. Pro Helvetia, Zürich 1997, ISBN 3-908102-57-X.
- Schrottreif. Ein Zürich-Krimi. Gmeiner, Messkirch 2009, ISBN 978-3-8392-1022-2.
- Satzfetzen. Ein Zürich-Krimi. Gmeiner, Messkirch 2011, ISBN 978-3-8392-1132-8.
- Katzenbach. Ein Zürich-Krimi. Gmeiner, Messkirch 2012, ISBN 978-3-8392-1313-1.
- Jahrhundertschnee. Kriminalroman. Gmeiner, Messkirch 2014, ISBN 978-3-8392-1608-8.
- Selbsanft. Kriminalroman. Gmeiner, Messkirch 2017, ISBN 978-3-8392-2038-2.
- Rachetanz. Kriminalroman. Gmeiner, Messkirch 2019, ISBN 978-3-8392-2505-9.

Herausgeberschaften
- Stadtzeiten: Zürcher Autorinnen und Autoren. Drachen, Zürich 1986, herausgegeben mit Linus Reichlin, ISBN 3-905459-01-9.